# Dante Cruicchi
Dante Cruicchi (Castiglione dei Pepoli, 29 luglio 1921 – Castiglione dei Pepoli, 1º aprile 2011) è stato un giornalista e politico italiano.

## Biografia
È stato sindaco del comune di Marzabotto dal 1975 al 1985, ricevendone la cittadinanza onoraria nel 2009. È stato anche assessore provinciale a Bologna e consigliere comunale di Castiglione dei Pepoli e di San Benedetto Val di Sambro. È stato segretario generale della Unione mondiale delle città martiri, nonché presidente per molti anni del comitato per le onoranze ai caduti di Marzabotto.
Da giovane emigrò in Francia e fu tra i promotori del Congresso dei giovani italiani per la pace, che si tenne a Lione nel Ferragosto del 1938.
Arrestato dai nazisti riuscì a sopravvivere alla prigionia nel campo di Luckenwalde, a sud di Berlino. Dopo la Liberazione, rientrato in Italia, diventò giornalista de L'Unità e amministratore pubblico in alcuni Comuni della Montagna Bolognese e della Amministrazione Provinciale di Bologna.
Il 6 ottobre 2012, nel Municipio di Marzabotto, si è svolto un convegno dedicato a Dante Cruicchi, i cui Atti sono usciti nell'aprile 2013.